# Glee: The Music, The Christmas Album Volume 2
Glee: The Music, The Christmas Album Volume 2はアメリカのミュージカル・テレビドラマ番組の『glee/グリー』の出演者によるサウンドトラックアルバムである。アルバムはコロムビア・レコードより2011年11月11日に発売された。

## 背景
このアルバムには2曲の番組オリジナル曲と10曲のカバーが収録されている。オリジナル曲の『Extraordinary Merry Christmas』と『Christmas Eve with You』はどちらともアダム・アンダース、ピア・アストロムとシェリー・ピーケンによる作詞である。 収録されている12曲にはGleeシーズン3の出演者(ディアナ・アグロン、ジェーン・リンチとハリー・シャム・ジュニア以外)に加え、『Glee プロジェクト 〜主役は君だ!』シーズン1のファイナリストの4人全員がパフォームしており、ダミアン・マクギンティーはソロで『Blue Christmas』を、サミュエル・ラーセンはコリー・モンティスとマーク・サリングと共に『Santa Claus Is Coming to Town』を、準優勝のリンジー・ピアースとアレックス・ニューウェルは『Do You Hear What I Hear?』を披露している。
このアルバムはBillboard 200で一週目に71,000枚売り上げ6位を獲得した。

## 評価
| 専門評論家によるレビュー | 専門評論家によるレビュー |
| レビュー・スコア         | レビュー・スコア         |
| 出典                     | 評価                     |
| ------------------------ | ------------------------ |
| allmusic                 | [ 4 ]                    |

『Allmusic』のヘザー・フレーズは5つ星の内、3.5つ星を与え、「リスナーが聞きたいものをこのアルバムはそのまま提供している」と評した。彼女はアンバー・ライリーの『All I Want for Christmas Is You』を「チャーミング」と、ナヤ・リヴェラの『Santa Baby』を「小悪魔的」と、クリス・コルファーとダレン・クリスの『Let It Snow』を「騒がしくて、さわやか」と称えた。しかし、彼女は『Extraordinary Merry Christmas』を「やりすぎ」だとし、『Do They Know It’s Christmas?』を「堅苦しい」と批評した。

## トラック・リスト
| #   | タイトル                            | 作詞・作曲                                                             | 原曲アーティスト               | 時間 |
| --- | ----------------------------------- | ---------------------------------------------------------------------- | ------------------------------ | ---- |
| 1.  | 「All I Want for Christmas Is You」 | マライア・キャリー、ウォルター・アファナシエフ                         | マライア・キャリー             | 4:03 |
| 2.  | 「Extraordinary Merry Christmas」   | アダム・アンダース、ピア・アストロム、シェリー・ピーケン               | Glee Cast オリジナル           | 3:39 |
| 3.  | 「Santa Baby」                      | ジョアン・ジャヴィッツ、フィリップ・スプリンガー、トニー・スプリンガー | アーサー・キット               | 2:31 |
| 4.  | 「Christmas Eve with You」          | ピア・アストロム、シェリー・ピーケン                                   | Glee Cast オリジナル           | 3:28 |
| 5.  | 「The Little Drummer Boy」          | キャスリーン・K・デイヴィス                                            | トラップ・ファミリー合唱団     | 2:56 |
| 6.  | 「River」                           | ジョニ・ミッチェル                                                     | ジョニ・ミッチェル             | 4:03 |
| 7.  | 「Do You Hear What I Hear?」        | ノエル・リグニー、グロリア・シャン・ベーカー                           | ハリー・シメオン・コーラル     | 3:52 |
| 8.  | 「Let It Snow」                     | サミー・カーン、ジュール・スティン                                     | ヴォーン・モンロー             | 2:47 |
| 9.  | 「Santa Claus Is Coming to Town」   | ジョン・フレッド・クーツ、ヘブン・ギルレスピー                         | ハリー・リーザーとオーケストラ | 2:49 |
| 10. | 「Christmas Wrapping」              | クリス・バトラー                                                       | ザ・ウェイトレシーズ           | 4:03 |
| 11. | 「Blue Christmas」                  | ビリー・ヘイズ、ジェイ・W・ジョンソン                                  | ドイー・オ・デル               | 3:49 |
| 12. | 「Do They Know It's Christmas?」    | ボブ・ゲルドフ、ミッジ・ウレ                                           | バンド・エイド                 | 3:35 |